# Gare de Saint-Julien - les Fumades
Gare de Saint-Julien - les Fumades vasútállomás Franciaországban, Saint-Julien-de-Cassagnas településen.

## Vasútvonalak
Az állomást az alábbi vasútvonalak érintik:
- Ligne du Teil à Alès

## Kapcsolódó állomások
A vasútállomáshoz az alábbi állomások vannak a legközelebb: